# Константин (Баган)
Митрополит Константин (в миру Федір Баган; 29 липня 1936, Пітсбург, США — 21 травня 2012 Пітсбург, США) — Митрополит, голова Української православної церкви США (Константинопольського патріархату)  та Первоієрарх Української Автокефальної Православної Церкви в Діаспорі.

## Життєпис
Народився 29 липня 1936 у Піттсбургу, США в сім'ї набожних батьків Станислава і Катерини (до шлюбу Сидор).
Початкову, а також середню освіту здобув у Піттсбурзі. З 1955 по 1959 рік навчався в Колеґії св. Андрія у Вінніпезі, Канада, яку закінчив ступенем Ліценціята Богословія; з 1959 по 1960 рік навчався в семінарії св. Володимира, здобуваючи титул Маґістра Богословія. Крім цього в роках 1961-1967 здобув ступінь бакалавра з гуманістичних наук в Університеті Дюкейн та маґістерський ступень з екзистенціяльної феноменології.
В 1967 році висвячений на диякона і згодом  — на священика. Пастирське служіння проходив спочатку як священик-помічник при кафедральному храмі св. Володимира м. Чикаго. 3 квітня 1968 р. призначений настоятелем парафії св. Миколая в м. Трой, Нью-Йорк.
Собор УПЦ в США, що відбувся в жовтні 1971 року обрав о. Федора єпископом Чиказьким і Західноамериканським. 18 грудня 1971 р. прийняв чернечий постриг з ім'ям Константин на честь св. Рівноапостольського царя Константина; наступного дня возведений у сан архімандрита.
7 травня 1972 року відбулася хіротонія архімандрита Константина в єпископа Чиказького.
В 1979 році возведений у сан архієпископа.
На 7-ому Соборі УАПЦ в Діаспорі Архієпископа Константина обрано Митрополитом-Первоієрархом Української Автокефальної Православної Церкви в Діаспорі.
Уранці 21 травня 2012 року на 76 році життя помер.